# Vegno
Vegno (Vegn in dialetto locale) è una frazione di Crandola Valsassina, situata in Provincia di Lecco in Lombardia.
Sorge sotto l'abitato di Crandola Valsassina, ed è collegato al comune dalla strada comunale e poi provinciale ad una distanza di circa 1 km, la frazione di vegno conta 58 abitanti

## Monumenti e luoghi d'interesse
È presente una piccola chiesa intitolata a San Giovanni Battista. Il luogo di culto esisteva già nel 1582 quando venne visitato da san Carlo Borromeo, arcivescovo di Milano, che la descrisse dicendo che: "era talmente piccola che un uomo abbastanza alto avrebbe potuto toccare il soffitto con un dito". La volta è affrescata con dipinti di Aurelio Luini e Camillo Procaccini.
Nella frazione si trova anche un antico lavatoio.

## Amministrazione
La popolazione di Vegno elegge un comitato, l'Amministrazione beni frazionali di Vegno, che ha in carico la gestione economica di alcuni beni di uso civico. Il consiglio è formato da 4 membri e ha durata quinquennale con elezioni coincidenti con le elezioni amministrative comunali.